# Henryk Leśniok

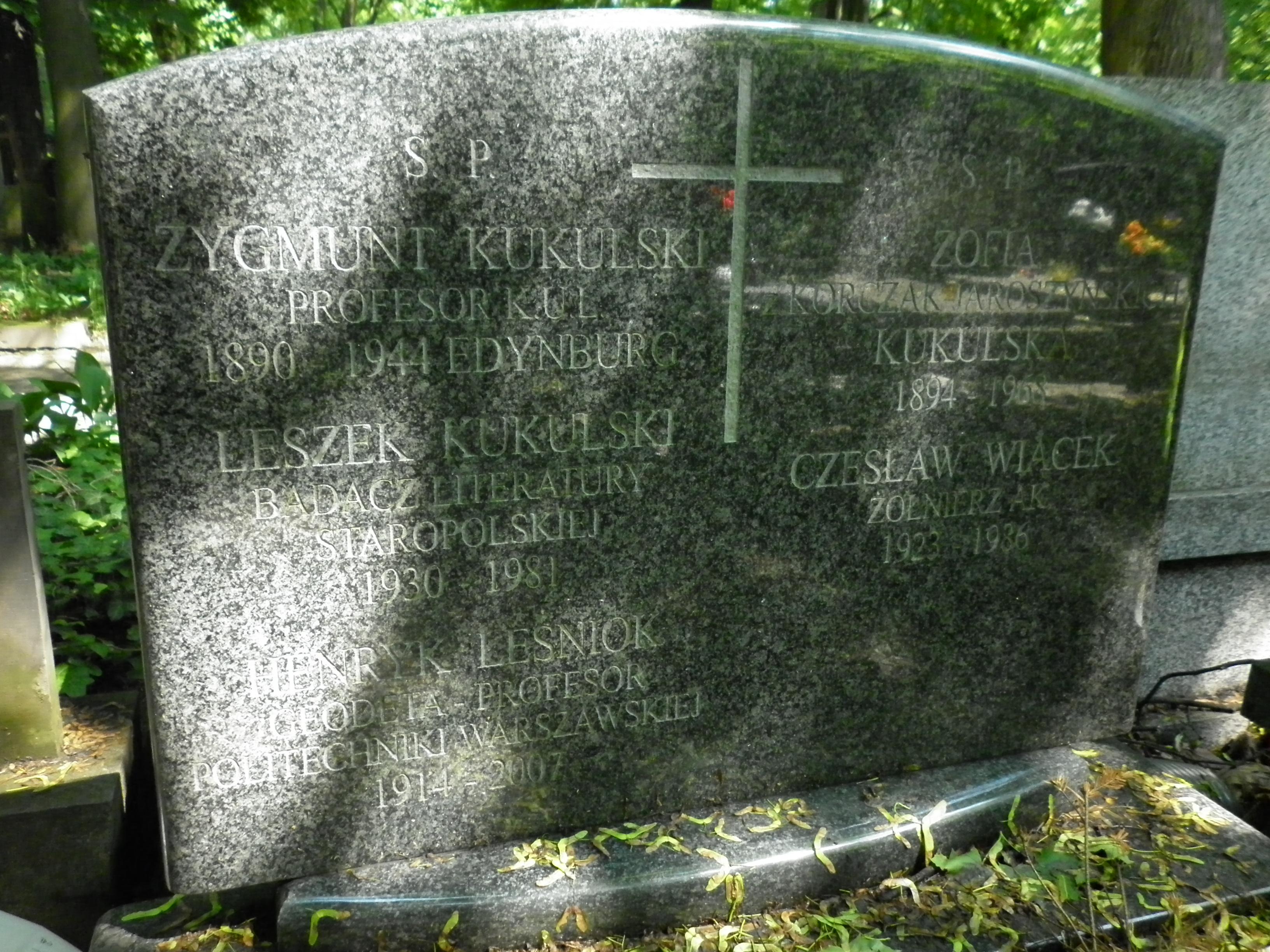
Grób prof. Henryka Leśnioka i symboliczny prof. Zygmunta Kukulskiego na cmentarzu Powązkowskim w Warszawie

Henryk Leśniok (ur. 14 kwietnia 1914 w Chorzowie, zm. 27 stycznia 2007) – geodeta polski, profesor i prorektor Politechniki Warszawskiej.

## Życiorys
Urodził się 14 kwietnia 1914 w Chorzowie. Tamże ukończył szkołę średnią i zdał maturę w 1932. W latach 1932–1933, również w Chorzowie, pracował jako pomiarowy w geodezji górniczej i miejskiej. Podjął następnie studia na Wydziale Geodezyjnym Politechniki Warszawskiej, kończąc je w 1937. Od 1938 był fotogrametrą w Polskich Liniach Lotniczych LOT w Warszawie. W maju 1939 ożenił się z córką Stanisława Soboty. W czasie inwazji Niemiec na Polskę został powołany do wojska, jednak już 4 września, po rozbiciu 7 Dywizji Piechoty, dostał się do niewoli. Przebywał w obozach jenieckich w Łambinowicach, Itzehoe, Meppen i Oberlangen. Zaraz po wojnie został radcą w Biurze Fotogrametrycznym w Głównym Urzędzie Pomiarów Kraju; wkrótce wyjechał do Katowic, gdzie był naczelnikiem Wydziału Pomiarów w Urzędzie Wojewódzkim. W 1949 na Politechnice Warszawskiej obronił doktorat nauk technicznych.
W czerwcu 1951 został powołany na stanowisko wiceprezesa Centralnego Urzędu Geodezji i Kartografii, które pełnił do 1960. Prowadził wykłady w Wieczorowej Szkole Inżynierskiej w Katowicach i Łodzi, od 1954 był docentem w Katedrze Geodezji Wyższej Politechniki Warszawskiej. W latach 1960–1962 i 1964–1966 przebywał w Iraku, pracując przy zakładaniu podstawowej sieci geodezyjnej; prowadził jednocześnie wykłady na Uniwersytecie Bagdadzkim. W 1962 został kierownikiem Katedry Podstaw Geodezji na Politechnice Warszawskiej, zastępując zmarłego prof. Jana Piotrowskiego. W 1968 otrzymał tytuł profesora, w 1970 profesora zwyczajnego. Pełnił funkcję prorektora Politechniki (1969), dyrektora Instytutu Geodezji Gospodarczej (od 1970), dwukrotnie dziekana Wydziału Geodezji i Kartografii.
W latach 1953–1955 przewodniczył Zarządowi Głównemu Stowarzyszenia Geodetów Polskich, później był wieloletnim wiceprzewodniczącym. Był również korespondentem narodowym Stowarzyszenia Geodetów Polskich w Międzynarodowej Federacji Geodetów, w latach 1974–1977 przewodniczył jednej z komisji tej Federacji. Ogłosił wiele artykułów i rozpraw naukowych, był też autorem popularnego i wielokrotnie wznawianego podręcznika Wykłady z geodezji I.
Zmarł 27 stycznia 2007 i został pochowany na cmentarzu Powązkowskim w Warszawie (kwatera 267-2-23).

## Ordery i odznaczenia
- Krzyż Komandorski z Gwiazdą Orderu Odrodzenia Polski (15 maja 2001)[4][1]
- Order Sztandaru Pracy II klasy[1]
- Krzyż Oficerski Orderu Odrodzenia Polski
- Złoty Krzyż Zasługi (18 stycznia 1946)[5]